# Sani Morou Fatouma
Sani Morou Fatouma est une femme politique et d'affaires nigérienne. Lors du remaniement opéré par Mamadou Tandja en juin 2009, elle est nommée au poste de ministre du tourisme et de l’artisanat.

## Biographie
Sani Morou Fatouma est une ancienne élève du collège et lycée catholique Mariama de Niamey et ingénieure commerciale de formation. Elle débute au sein de la compagnie aérienne Air Afrique. Issue de la société civile, elle est nommée, en 2009, au poste de ministre du tourisme et de l'artisanat par le président de la république du Niger Mamadou Tandja, jusqu'au coup d'état de 2010,,.
Malgré son éviction du gouvernement, elle reste une personnalité très médiatisée au Niger, invitée pour remettre son prix à Dan Maradi Anissa (Miss Niger 2011) puis dans des débats télévisés.
Elle poursuit sa carrière comme directrice générale, promotrice et propriétaire de Soleils d'Afrique, basée à Niamey. Cette entreprise intervient dans les domaines de la promotion des arts plastiques nigériens, de la culture, des loisirs, de l’évènementiel, du tourisme, de l’environnement et de la communication. En 2019, en marge du sommet de l'Union africaine qui se tenait à Niamey, elle organise le festival Rayons d'Afrique, dont une seconde édition s'est tenue fin octobre 2021.

## Sources et références
1. ↑  « AMICALE DES ANCIENS ÉLÈVES », sur COLLÈGE MARIAMA (consulté le 17 août 2022)
2. ↑  « 3 questions à Fatouma Sani Morou, ministre du Tourisme du Niger », sur Journal du Mali, 19 octobre 2009 (consulté le 17 août 2022)
3. ↑  « a la présidence de la république : remaniement du gouvernement », sur web.archive.org, 18 mai 2009 (consulté le 8 juillet 2022)
4. 1 2  « le débat africain - l'insécurité au niger vue par la jeunesse », sur rfi, 5 novembre 2021 (consulté le 8 juillet 2022)
5. ↑  onep, « fin de la 2ème édition de la foire des industries culturelles du niger (ficni) : soirée de gala et remise des prix aux différents lauréats » (consulté le 8 juillet 2022)
6. ↑  « Élection Miss Niger : une voiture, un chèque de 1 million et des pagnes pour la lauréate », sur www.nigerdiaspora.net (consulté le 17 août 2022)
7. ↑  nigerdiaspora et nigerdiaspora, « portraits des femmes pionnières du niger (publié le 13 mai 2014-) », sur nigerdiaspora : les nouveles du pays (consulté le 8 juillet 2022)
8. ↑  La rédaction, « Sommet UA Niger/Rayons d’Afrique : une tribune d’expression de talent », sur WA6K Magazine, 27 juin 2019 (consulté le 17 août 2022)
9. ↑  ONEP, « Fin du festival rayons d’Afrique : Une tribune d’expression des jeunes talents » (consulté le 17 août 2022)
10. ↑  ONEP, « Préparatifs du festival Rayons d’Afrique : Les organisateurs annoncent les couleurs de la 2ème édition du tremplin africain » (consulté le 17 août 2022)